# نووموکاتوفکا
نووموکاتوفکا (انگلیسی: Novomukatovka) یک شهرک در شهرستان استرلیتاماکسکی استان باشقیرستان کشور روسیه است.